# Ride Like the Wind
«Ride Like the Wind» es una canción interpretada por el músico estadounidense Christopher Cross. Fue publicada como la canción de apertura del lado B de su álbum debut homónimo de 1979 ganador del premio Grammy al álbum del año.
Fue lanzado el 15 de febrero de 1980 como el primer sencillo del álbum y alcanzó el puesto número 2 en el Hot 100 de la revista Billboard por cuatro semanas consecutivas. En la portada interior del álbum, Christopher Cross dedicó esta canción a Lowell George, exmiembro de la banda Little Feat, que había muerto en 1979. Cuenta con coros de Michael McDonald y un solo de guitarra de Cross.

## Historia

### Letra
La letra de la canción cuenta la historia de un criminal condenado que huye a México. Contada desde un punto de vista en primera persona, describe cómo un forajido y asesino múltiple convicto, huyendo de una sentencia de muerte en la horca, tiene que “cabalgar como el viento” para llegar a “la frontera de México”, donde, presumiblemente, la pandilla que lo persigue no podrá alcanzarlo.
Cross describió la canción como “una especie de western romántico donde el malo se escapa”. Se puede suponer que el escenario fue antes de que Estados Unidos y México firmaran su tratado mutuo de extradición penal.

### Origen
Cross estaba drogado con LSD cuando escribió la letra. “Vivíamos en Houston en ese momento, y en el camino a Austin para grabar las canciones, era simplemente un hermoso día en Texas. Tomé ácido. Así que escribí las letras en el camino de Houston a Austin”.

### Tributo
En 1999, el periódico satírico The Onion publicó una historia con el titular “Christopher Cross finalmente llega a la frontera mexicana”; el titular era una referencia a la canción, y la historia de tres oraciones hacía varias alusiones específicas a la letra. Cross agradeció el honor.

## Posicionamiento en listas

### Lista semanal
| Lista (1980)                                  | Máxima posición |
| --------------------------------------------- | --------------- |
| Australia (Kent Music Report)                 | 25              |
| Canadá (RPM Top Singles)                      | 3               |
| Estados Unidos (Billboard Hot 100)            | 2               |
| Estados Unidos (Billboard Adult Contemporary) | 24              |
| Nueva Zelanda (Recorded Music NZ)             | 31              |
| Reino Unido (UK Singles Chart)                | 69              |

### Lista de fin de año
| Lista (1980)                       | Máxima posición |
| ---------------------------------- | --------------- |
| Canadá (RPM Top Singles)           | 21              |
| Estados Unidos (Billboard Hot 100) | 17              |